# Renzo Zorzi
Renzo Zorzi, född 12 december 1946 i Ziano di Fiemme i Trentino-Alto Adige, död 15 maj 2015 i Magenta i Lombardiet, var en italiensk racerförare.

## Racingkarriär
Zorzi tävlade i formel 1 i några lopp under mitten av 1970-talet. Han tog sin enda poäng i Brasilien 1977.

## F1-karriär
| Säsong | Stall/Tillverkare | Poäng | Placering |
| ------ | ----------------- | ----- | --------- |
| 1975   | Williams-Ford     | 0     | –         |
| 1976   | Williams-Ford     | 0     | –         |
| 1977   | Shadow-Ford       | 1     | 19        |